# Christiaan Barnard
Christiaan Neethling Barnard (Beaufort West, Unión Sudafricana, 8 de noviembre de 1922-Pafos, Chipre, 2 de septiembre de 2001) fue un médico sudafricano que pasó a la historia por haber sido el primero en realizar un trasplante de corazón humano del que se tiene constancia.

## Carrera
Estudió en la Universidad de Ciudad del Cabo (Sudáfrica), graduándose en 1953, e inició su carrera como médico cirujano general en el Hospital Groote Schuur. En 1955 obtuvo una beca para estudiar en la Universidad de Minnesota (Estados Unidos), donde se doctoró como especialista en Cardiología en 1958. Fue alumno aventajado del doctor Owen H. Gesteen y fue este quien le introdujo en la ciencia cardiovascular. El doctor Shumway lo familiarizó con la técnica de trasplantes de corazón con animales. A su regreso, Barnard practicó el trasplante de corazón con animales y en 1962 fue nombrado jefe de Cirugía torácica en el mismo hospital donde ejerció antes de doctorarse, el Groote Schuur. En 1954 tuvo lugar el primer trasplante de riñón y Barnard realizó el primero en Sudáfrica en 1959. 

### Primer trasplante de corazón de Christiaan Barnard
El 3 de diciembre de 1967, los periódicos de todo el mundo recogieron la noticia: un médico sudafricano había realizado el primer trasplante de corazón en una persona. En España fue el Diario Pueblo quien envió al periodista José Luis Navas junto al fotógrafo Enrique Verdugo. Fueron el primer medio de comunicación internacional en conseguir una entrevista con Christiaan Barnard. 
La donante fue Denise Darvall, una joven oficinista de 25 años que falleció al ser atropellada, junto a su madre. El receptor fue Louis Washkansky, un comerciante corpulento de 56 años desahuciado por un irreversible problema cardíaco y una diabetes aguda. La operación fue llevada a cabo por veinte cirujanos a las órdenes de Barnard y duró nueve horas. Cuando el paciente se despertó, declaró que se sentía mucho mejor con el nuevo corazón. En ese momento, tanto médico como paciente se hicieron famosos, pero la madrugada de 21 de diciembre de 1967, dieciocho días después de recibir un nuevo corazón, Louis Washkansky falleció por una neumonía. El 2 de enero de 1968 tuvo lugar el segundo trasplante. El donante fue un hombre llamado Clive Haupt y el receptor el doctor Philip Blaiberg. El receptor vivió 563 días más, es decir, prácticamente un año y medio.
Fue en 1974 cuando se realizó, por primera vez en el mundo, un trasplante heterotópico de corazón. La operación consistió en añadir un corazón sano a otro enfermo para «ayudarle» a cumplir las funciones al primero.
En 1981, Barnard fue miembro fundador del Consejo Cultural Mundial.

## Obras
- Human Cardiac Transplantation. 1962
- One life. 1969
- The Unwanted. 1974
- South Africa: Sharp Dissection, In the Night Season. 1977
- Best Medicine. 1979
- Good Life – Good Death. 1980
- The Arthritis Handbook, The Best of Barnard, The Living Body, The Faith. 1984
- Your Healthy Heart. 1985
- The Second Life. 1993
- Fifty Ways to a Healthy Heart. 2000

Autor de novelas como:
- Tensión
- Tiempo de nacer, tiempo de morir
- El donante
- Su saludable corazón
- Estación nocturna
- La mejor medicina
- Manual de artritis: como vivir con artritis
- Sudáfrica: disección
- 50 modos de tener un corazón saludable
- La máquina del cuerpo